# Compass Group
Compass Group (LSE: CPG) é um conglomerado empresarial britânico que opera no setor alimentício desde 1941. É o maior grupo de Food Service do mundo, com filiais em mais de 50 países e cerca de 4 bilhões de alimentos vendidos por ano. O grupo faz parte do FTSE 100 de Londres. Seu CEO Richard J. Cousins (pretendia se aposentar), morreu  31 de dezembro, em um acidente de avião junto com sua família no interior da Austrália. Assumindo assim, Dominic Blakemore, em 1 de janeiro de 2018.